# Franz Christoph von Rothmund

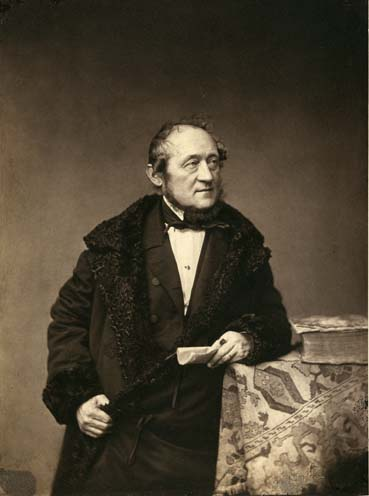
Franz Christoph von Rothmund

Franz Christoph Rothmund, ab 1857 Ritter von Rothmund (* 28. Dezember 1801 in Dettelbach; † 30. November 1891 in München), war ein deutscher Chirurg, Gerichtsarzt und Hochschullehrer.

## Leben
Rothmund begann ein Studium der Philosophie und der Medizin in Würzburg. Hier gehörten Ignaz Döllinger, Cajetan von Textor und Johann Lukas Schönlein zu seinen akademischen Lehrern. In Berlin vollendete er sein Studium bei Karl von Graefe. 1823 wurde er zum Dr. med. promoviert.
Nach seiner Ausbildung bewarb sich von Rothmund beim Herrschaftsgericht Miltenberg. Er wurde Medizinalbeamter in der unterfränkischen Kleinstadt. Am 14. Mai 1829 erhielt er die Stelle des Gerichtsarztes und ging nach Volkach. Hier betrug sein Gehalt 450 fl., außerdem wurde er in Naturalien bezahlt. In den kommenden Jahren trieb Rothmund die Professionalisierung der Medizin im Städtchen voran. Insbesondere während der Choleraepidemie 1835/1836 bemühte er sich um hygienischere Zustände.
Im Jahr 1843 wurde von Rothmund zum Professor und Direktor der I. Chirurgischen Abteilung ans Städtische Krankenhaus München berufen. Hier erprobte er neue Behandlungsmethoden, setzte als einer der ersten Ärzte die 1846 entwickelte Äthernarkose ein. Ab dem Jahr 1848 übernahm er im Rahmen des Obersten Medizinalkomitees die Prüfung junger Ärzte. In den Kriegen der Jahre 1866 und 1870/1871 wirkte von Rothmund als Militärarzt mit. In der Folge wurde er nobilitiert und mit mehreren Orden ausgezeichnet. 1871 wurde er emeritiert. Dennoch veröffentlichte er mehrere Beiträge in Fachzeitschriften und Journalen. Im Jahr 1891 starb von Rothmund im Alter von 89 Jahren.

## Nachkommen
Der Sohn von Franz Christoph von Rothmund ist der Augenarzt August von Rothmund (1830–1906).

## Grabstätte

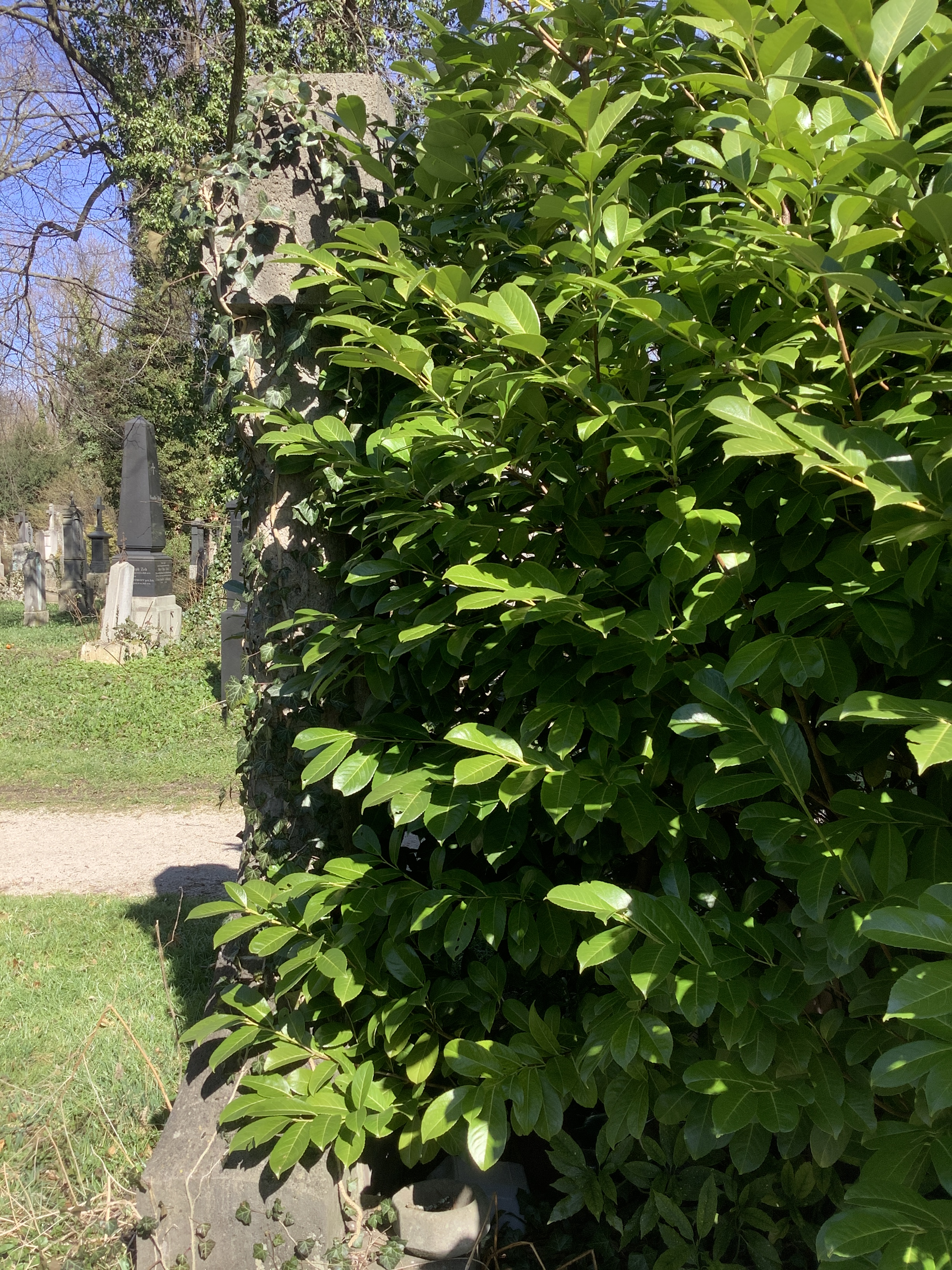
Grab von Franz Rothmund auf dem Alten Südlichen Friedhof in München

Die Grabstätte von Franz Rothmund befindet sich auf dem Alten Südlichen Friedhof in München (Gräberfeld 36 – Reihe 1 – Platz 33/34, Standort). In dem Grab ist auch August von Rothmund bestattet, der Sohn von Franz Christoph von Rothmund.

## Namensgeber für Straße
Nach Franz Rothmund wurde 1897 (Erstnennung) in München im Stadtteil Isarvorstadt (Stadtbezirk 2 – Ludwigsvorstadt-Isarvorstadt) die Rothmundstraße benannt.⊙ benannt.

## Ehrungen
- Ernennung zum  Geheimen Medizinalrat
- Ehrenbürger von Volkach ( 13. Juli 1873)[6]
- Verleihung des Bandes des Corps Isaria (1847)[7]

## Schriften
- Ueber Radical-Operation beweglicher Leistenbrüche, 1853.